# مقاطعة أوغلايز (أوهايو)
مقاطعة أوغلايز (بالإنجليزية: Auglaize County)‏ هي إحدى مقاطعات ولاية أوهايو في الولايات المتحدة الأمريكية.